# Lukolela (Kikwit)
Pour les articles homonymes, voir Lukolela.
Lukolela est une commune de la ville de Kikwit en république démocratique du Congo. 